# Désertines, Allier
Désertines là một xã ở tỉnh Allier thuộc miền trung nước Pháp.